# Reclinghem
Reclinghem (Nederlands: Reklingem) is een gemeente in het Franse departement Pas-de-Calais (regio Hauts-de-France) en telt 144 inwoners (1999). De plaats maakt deel uit van het arrondissement Sint-Omaars.

## Geografie
De oppervlakte van Reclinghem bedraagt 6,1 km², de bevolkingsdichtheid is 23,6 inwoners per km².
De onderstaande kaart toont de ligging van Reclinghem met de belangrijkste infrastructuur en aangrenzende gemeenten.

## Demografie
Onderstaande figuur toont het verloop van het inwonertal (bron: INSEE-tellingen).